# Chiesa di Sant'Antonio di Padova (Conegliano)
La chiesa di Sant'Antonio di Padova è un edificio sacro di Conegliano, situato in località Parco Rocca, in posizione adiacente all'ospedale civile. È la sede coneglianese dei frati cappuccini.

## Storia
L'attuale chiesa dei frati cappuccini viene costruita nel 1944 su progetto di Giovanni Morassutti, annessa al nuovo convento, e viene consacrata a Sant'Antonio di Padova nel 1947: il santo infatti aveva fatto visita ai frati coneglianesi nei primi anni del Duecento; infatti è in quel secolo che la storia degli ordini minori nel territorio di Conegliano ha origine, quando la loro sede era fuori le mura della vecchia città. 
Solo nel Cinquecento i frati potranno avere un convento vicino al centro, nella stessa area su cui oggi sorge l'ospedale (che ne prese il posto nel XX secolo): qui i frati rimasero fino al 1810, data delle repressioni di Napoleone Bonaparte, che portarono alla soppressione di tutti gli ordini presenti in città.
Nel 1929 i frati minori fecero il loro definitivo rientro a Conegliano, nello stesso convento, che, una volta smantellato, fu sostituito appunto dal complesso attuale della chiesa di Sant'Antonio di Padova.

## Descrizione
La chiesa di Sant'Antonio è un edificio semplice, con facciata a capanna aperta da un grande rosone e da un portale rettangolare.
Internamente lo spazio è quello di un'unica navata intonacata di bianco e impreziosita da alcune opere pittoriche e scultoree tradizionalmente legate alla storia dei cappuccini di Conegliano, tra le quali spicca l'Ultima Cena di Pietro Bernardi, risalente alla fine del XVI secolo.
Alla chiesa è annesso il convento, dotato di un chiostro con archi a tutto sesto, al centro del quale è presente un pozzo, circondato dal giardino.

## Persone legate alla chiesa di Sant'Antonio
- Sant'Antonio di Padova, ospite nel XIII secolo e dedicatario
- Beato Marco Ongaro da Conegliano, ospite tra XII e XIII secolo
- Marco d'Aviano, che nel XVII secolo qui compie il noviziato